# Coupe d'Europe de ski alpin 1998-1999
Navigation
Édition précédente Édition suivante
La Coupe d'Europe de ski alpin 1998-1999 est la 28e édition de la Coupe d'Europe de ski alpin, compétition de ski alpin organisée annuellement par la Fédération internationale de ski. Elle se déroule du 5 décembre 1998 au 4 mars 1999 dans vingt-quatre stations européennes réparties dans huit pays. Ce sont les Autrichiens Silvia Berger et Michael Walchhofer qui remportent les classements généraux.

## Déroulement de la saison
La saison débute le 5 décembre 1998 par un slalom à Špindlerův Mlýn pour les femmes et le 7 décembre 1998 par un slalom géant à Valloire pour les hommes. Elle comporte, après annulations et reports, quatorze étapes masculines et quatorze étapes féminines réparties dans huit pays. Les finales ont lieu du 28 février au 19 mars 2001 dans les villes suédoises de Kiruna et Gällivare (au nord du cercle polaire arctique, dans les stations de Riksgränsen et Dundret). 
Chez les femmes le podium est occupé par des skieuses qui affichent une certaine polyvalence (elle marque d’ailleurs des points dans les quatre disciplines). Avec ces onze podiums glanés en descente et en slalom géant, Silvia Berger s’impose largement en remportant les deux globes de la spécialité et celui du général, à vingt-deux ans dans une année faste pour elle puisqu’elle est également sacrée vice-championne du monde junior en géant et super G. Sa dauphine (et compatriote) Eveline Rohregger (de) concoure également dans les quatre discipline, avec une prédilection pour le géant (troisième) et surtout le super G dont elle remporte le classement. L’italienne Tiziana De Martin Tropanin (it) est elle une spécialiste des épreuves technique, et si elle se classe troisième du général grâce à ses troisième et sixième place dans les classements de slalom et de géant, elle est loin des deux Autrichiennes quant au nombre de points. Quant à la vainqueur du classement du slalom Stéphanie Clément-Guy (it), elle n’est que dix-huitième du classement général.
Chez les hommes la saison favorise les spécialistes des épreuves techniques puisqu’en vingt-huit courses il n’y a que quatre descentes et quatre super G. C’est logiquement un spécialiste du slalom, Michael Walchhofer, qui s’impose en remportant le classement du slalom et en allant glaner des points dans les trois autres disciplines, de quarante-cinq en super G ) quatre-vingt-deux en descente. Christoph Gruber et Ivan Bormolini (it) qui complète le podium du classement général ont deux profils comparables : performants en géant et super G (deux fois troisième pour l’Autrichien, cinquième et quatrième pour l’Italien) et qui vont chercher quelques points dans une troisième discipline (en descente pour Gruber et en slalom pour Bormolini). Les vainqueurs des classements du super G et du géant ne sont que septième et huitième, celui de descente vingt-et-unième.

### Saison des messieurs
| \| Kiruna Gällivare \| Sites des compétitions en Europe (hors des Alpes) |
| Kiruna Gällivare                                                         |

| \| Valloire Nova Levante Obereggen Altenmarkt im Pongau Kranjska Gora Hinterstoder Adelboden Falcade Zwiesel Tarvisio Sella Nevea Ravascletto \| Les sites des compétitions situés dans les Alpes |
| Valloire Nova Levante Obereggen Altenmarkt im Pongau Kranjska Gora Hinterstoder Adelboden Falcade Zwiesel Tarvisio Sella Nevea Ravascletto                                                        |

### Saison des dames
| \| Špindlerův Mlýn Abetone Kiruna Gällivare \| Sites des compétitions en Europe (hors des Alpes) |
| Špindlerův Mlýn Abetone Kiruna Gällivare                                                         |

| \| Sankt Sebastian Bardonnèche Megève Veysonnaz Lachtal Rogla Altenmarkt im Pongau St-Moritz \| Les sites des compétitions situés dans les Alpes |
| Sankt Sebastian Bardonnèche Megève Veysonnaz Lachtal Rogla Altenmarkt im Pongau St-Moritz                                                        |

## Classement général
Les vainqueurs des classements généraux sont l'Autrichienne Silvia Berger, skieuse polyvalente qui a brillé en descente comme en géant (en remportant les deux petits globles) et son compatriote Michael Walchhofer spécialiste du slalom (et vainqueur du classement de la spécialité) qui est allé marquer des points dans les quatre disciplines. Silvia Berger a largement dominé la saison, avec deux-cent soixante-quatorze point d'avance sur sa dauphine, sa compatriote Eveline Rohregger (de), et plus de six-cent points sur la troisième, l'Italienne Tiziana De Martin Tropanin (it) (Berger a plus du double de points que Tropanin). Le classement masculin est beaucoup plus serré, et le podium est complété par deux spécialistes des épreuves de géant et super G, l'Autrichien Christoph Gruber et l'Italien Ivan Bormolini (it).
| Rang | Nom                       | Points | Victoire(s) | Podium(s) |
| ---- | ------------------------- | ------ | ----------- | --------- |
| 1    | Michael Walchhofer        | 623    | 3           | 5         |
| 2    | Christoph Gruber          | 558    | 1           | 6         |
| 3    | Ivan Bormolini (it)       | 503    | 2           | 4         |
| 4    | Ronald Stampfer (de)      | 483    | 1           | 1         |
| 5    | Frédéric Covili           | 432    |             | 1         |
| 6    | Bjarne Solbakken          | 427    | 1           | 2         |
| 7    | Patrick Wirth             | 420    | 3           | 1         |
| 8    | Gerhard Königsrainer (it) | 403    |             | 2         |
| 9    | Sami Uotila               | 384    | 2           | 3         |
| 10   | Walter Girardi (it)       | 370    | 1           | 2         |

| Rang | Nom                             | Points | Victoire(s) | Podium(s) |
| ---- | ------------------------------- | ------ | ----------- | --------- |
| 1    | Silvia Berger                   | 1126   | 4           | 11        |
| 2    | Eveline Rohregger (de)          | 852    | 31          | 7         |
| 3    | Tiziana De Martin Tropanin (it) | 507    | 1           | 3         |
| 4    | Nadia Styger                    | 447    | 1           | 2         |
| 5    | Michaela Kofler (de)            | 441    | 1           | 2         |
| 6    | Doris Götzenbrucker (it)        | 437    | 1           | 2         |
| 7    | Silke Bachmann                  | 434    | 1           | 2         |
| 8    | Tanja Poutiainen                | 414    | 1           | 3         |
| 9    | Selina Heregger                 | 390    |             |           |
| 10   | Kerstin Reisenhofer (de)        | 386    | 1           | 2         |

## Classements de chaque discipline
Les noms en gras remportent les titres des disciplines.

### Descente
Les vainqueurs des classements de descente sont l'Autrichienne Silvia Berger et le Japonais Yasuyuki Takishita (it). Chez les femmes Silvia Berger domine la compétition avec six podiums dont trois victoires en sept courses et quasimen deux fois plus de points que ses poursuivantes et compatriotes Kerstin Reisenhofer (de) et Michaela Kofler (de). C'est dont un triplé autrichien chez les femmes, et l'Autriche place même sept skieuses dans le top 10. Chez les hommes la saison est amputée et ne comporte que quatre courses. Le Japonais Yasuyuki Takishita remporte les deux manches d'Altenmarkt im Pongau et le titre, devant les Italiens Roland Fischnaller (une victoire) et Maurizio Feller (it) (une troisième place).
| Rang | Nom                     | Points | Victoire(s) | Podium(s) |
| ---- | ----------------------- | ------ | ----------- | --------- |
| 1    | Yasuyuki Takishita (it) | 200    | 2           | 2         |
| 2    | Roland Fischnaller      | 177    | 1           | 1         |
| 3    | Maurizio Feller (it)    | 165    |             | 1         |
| 4    | Kevin Wert              | 150    | 1           | 1         |
| 5    | Christian Greber        | 140    |             | 2         |
| 6    | Klaus Kröll             | 120    |             | 1         |
| 7    | Tsuyoshi Tomii (en)     | 119    |             |           |
| 8    | Roland Assinger         | 116    |             |           |
| 9    | Oswald Schranzhofer     | 111    |             |           |
| 10   | Norbert Holzknecht      | 109    |             | 1         |

| Rang | Nom                      | Points | Victoire(s) | Podium(s) |
| ---- | ------------------------ | ------ | ----------- | --------- |
| 1    | Silvia Berger            | 560    | 3           | 6         |
| 2    | Kerstin Reisenhofer (de) | 295    | 1           | 2         |
| 3    | Michaela Kofler (de)     | 291    | 1           | 2         |
| 4    | Nadia Styger             | 269    |             | 1         |
| 5    | Merete Fjeldavlie        | 260    | 1           | 2         |
| 6    | Veronika Thanner (it)    |        |             | 1         |
| 7    | Selina Heregger          | 242    |             |           |
| 8    | Sibylle Murer (it)       | 224    |             | 1         |
| 9    | Doris Götzenbrucker (it) | 209    |             | 1         |
| 10   | Martina Lechner (de)     | 201    |             | 1         |

### Super G
Les vainqueurs des classements de super G sont les Autrichiens Eveline Rohregger (de) et Patrick Wirth, second en 1998 et surtout déjà vainqueur en 1995.
Chez les femmes aucune skieuse ne parvient à remporter deux courses, soit si vainqueurs différentes dans la saison. Parmi elle les Autrichiennes Eveline Rohregger et Karin Blaser tirent leur épingle du jeu en montant sur trois podiums dans la saison, et c'est Rohregger qui remporte le titre devant Blaser et une autre compatriote, Doris Götzenbrucker (it). Triplé autrichien comme en descente donc, et même quadruplé avec Tanja Schneider. Chez les hommes comme en descente la saison est tronquée et seul quatre super G ont lieu. Patrick Wirth en remporte trois et le titre de la spécialité devant deux compatriotes, Christian Greber et Christoph Gruber.
| Rang | Nom                 | Points | Victoire(s) | Podium(s) |
| ---- | ------------------- | ------ | ----------- | --------- |
| 1    | Patrick Wirth       | 300    | 3           | 3         |
| 2    | Christian Greber    | 190    |             | 2         |
| 3    | Christoph Gruber    | 174    |             | 2         |
| 4    | Ivan Bormolini (it) | 143    | 1           | 1         |
| 5    | Roland Assinger     | 116    | 2           | 1         |
| 6    | Roland Fischnaller  | 111    |             |           |
| 7    | Jernej Koblar (sl)  | 106    |             |           |
| 8    | Chad Fleischer (en) | 96     |             | 1         |
| 9    | Bjarne Solbakken    | 88     |             | 1         |
| 10   | Daniel Uznik (it)   | 82     |             |           |

| Rang | Nom                            | Points | Victoire(s) | Podium(s) |
| ---- | ------------------------------ | ------ | ----------- | --------- |
| 1    | Eveline Rohregger (de)         | 295    | 1           | 3         |
| 2    | Karin Blaser                   | 240    | 1           | 3         |
| 3    | Doris Götzenbrucker (it)       | 228    | 1           | 1         |
| 4    | Tanja Schneider                | 182    | 1           | 2         |
| 5    | Nadia Styger                   | 178    | 1           | 1         |
| 6    | Delphine Rayne (it)            | 146    | 1           | 1         |
| 7    | Selina Heregger                | 139    |             |           |
| 7    | Veronika Thanner (it)          | 139    |             | 1         |
| 9    | Carolina Waidhofer-Dummer (it) | 125    |             | 1         |
| 10   | Karen Putzer                   | 100    | 1           | 1         |

### Géant
Les vainqueurs des classements de slalom géant sont l'Autrichienne Silvia Berger et l'Italien Gerhard Königsrainer (it). Chez les femmes deux skieuses remportent deux des huit courses : Eveline Rohregger (de) et Maddalena Planatscher. Silvia Berger n'en remporte qu'une mais est plus régulière et avec ses cinq podium s'impose devant l'Italienne Silke Bachmann. Rohregger est finalement troisième, Planatscher quatrième. Chez les hommes seul le Finlandais Sami Uotila parvient à remporter deux courses, mais il est également engagé sur le circuit mondial et ne participe pas à toutes les courses, laissant le titre à Gerhard Königsrainer pour dix-neuf points. L'Autrichien Christoph Gruber et ses quatre podiums (dont une victoire) complète le podium.
| Rang | Nom                       | Points | Victoire(s) | Podium(s) |
| ---- | ------------------------- | ------ | ----------- | --------- |
| 1    | Gerhard Königsrainer (it) | 403    |             | 2         |
| 2    | Sami Uotila               | 384    | 2           | 3         |
| 3    | Christoph Gruber          | 355    | 1           | 4         |
| 4    | Frédéric Covili           | 349    | 1           | 1         |
| 5    | Ivan Bormolini (it)       | 334    | 1           | 3         |
| 6    | Bjarne Solbakken          | 317    |             | 2         |
| 6    | Walter Girardi (it)       | 317    | 1           | 2         |
| 8    | Arnold Rieder             | 242    | 1           | 1         |
| 9    | Jeff Piccard              | 211    |             |           |
| 10   | Vincent Millet (it)       | 194    |             |           |

| Rang | Nom                             | Points | Victoire(s) | Podium(s) |
| ---- | ------------------------------- | ------ | ----------- | --------- |
| 1    | Silvia Berger                   | 520    | 1           | 5         |
| 2    | Silke Bachmann                  | 382    | 1           | 2         |
| 3    | Eveline Rohregger (de)          | 377    | 2           | 2         |
| 4    | Maddalena Planatscher           | 316    | 2           | 2         |
| 5    | Tanja Poutiainen                | 293    | 1           | 3         |
| 6    | Tiziana De Martin Tropanin (it) | 260    |             | 2         |
| 7    | Allison Forsyth                 | 250    |             | 2         |
| 8    | 153                             |        |             |           |
| 9    | Mélanie Lenoir (it)             | 147    |             |           |
| 10   | Nicole Gius                     | 146    |             | 1         |

### Slalom
Les vainqueurs des classements de slalom sont la Française Stéphanie Clément-Guy (it) et l'Autrichien Michael Walchhofer. Chez les femmes deux skieuses remportent deux slaloms : Stéphanie Clément-Guy et Ingrid Salvenmoser. Mais cette dernière court essentiellement en coupe du monde et ne participe qu'à trois slaloms européens. Elle ne termine que sixième du classement européen de la spécialité alors que Clément-Guy le remporte, devant sa compatriote Vanessa Vidal (trois podiums mais sans victoire) et l'Italienne Tiziana De Martin Tropanin (it). Chez les hommes l'équipe Autrichienne impose une fois de plus sa puissance cette saison. Derrière les quatre podiums dont trois victoires de Michael Walchhofer, ce sont Ronald Stampfer (de) et Kurt Engl (une victoire chacun) qui complètent le podium, quelques points devant un quatrième Autrichien, Florian Seer. Le classement masculin est d'ailleurs très serré derrière les deux hommes de tête puisque seuls trente-et-un point séparent le troisième du neuvième.
| Rang | Nom                    | Points | Victoire(s) | Podium(s) |
| ---- | ---------------------- | ------ | ----------- | --------- |
| 1    | Michael Walchhofer     | 423    | 3           | 4         |
| 2    | Ronald Stampfer (de)   | 389    | 1           | 2         |
| 3    | Kurt Engl              | 257    | 1           | 1         |
| 4    | Florian Seer           | 254    |             | 1         |
| 5    | Markus Larsson         | 247    |             | 1         |
| 6    | Sergio Bergamelli      | 231    | 1           | 2         |
| 7    | Jérôme Baptendier (it) | 229    |             | 2         |
| 8    | Urs Imboden            | 228    |             | 2         |
| 9    | Gaku Hirasawa (it)     | 226    |             | 2         |
| 10   | Pierre Violon (it)     | 206    |             | 2         |

| Rang | Nom                             | Points | Victoire(s) | Podium(s) |
| ---- | ------------------------------- | ------ | ----------- | --------- |
| 1    | Stéphanie Clément-Guy (it)      | 282    | 2           | 2         |
| 2    | Vanessa Vidal                   | 261    |             | 3         |
| 3    | Tiziana De Martin Tropanin (it) | 247    |             | 1         |
| 4    | Noriyo Hiroi (it)               | 211    |             | 1         |
| 5    | Karin Truppe (it)               | 203    |             | 2         |
| 6    | Ingrid Salvenmoser              | 200    | 2           | 2         |
| 7    | Sabine Egger                    | 180    | 1           | 2         |
| 8    | Maren Günter (de)               | 179    |             |           |
| 9    | Barbara Milani (it)             | 173    |             |           |
| 10   | Bente Giljarhus (it)            | 172    |             | 1         |

## Calendrier et résultats

### Messieurs
| N°      | Lieu                           | Date             | Épreuve  | Vainqueur               | Deuxième                  | Troisième              |
| ------- | ------------------------------ | ---------------- | -------- | ----------------------- | ------------------------- | ---------------------- |
| 1       | Valloire                       | 7 décembre 1998  | Géant    | Benjamin Raich          | Sami Uotila               | Urs Kälin              |
| 2       | Valloire                       | 8 décembre 1998  | Géant    | Joël Chenal             | Christophe Saioni         | Benjamin Raich         |
| 3       | Nova Levante-Col de Costalunga | 14 décembre 1998 | Slalom   | Michael Walchhofer      | Jérôme Baptendier (it)    | Urs Imboden            |
| 4       | Obereggen                      | 15 décembre 1998 | Super G  | Patrick Wirth           | Christoph Gruber          | Christian Greber       |
| 5       | Obereggen                      | 16 décembre 1998 | Slalom   | Fabrizio Tescari        | Ronald Stampfer (de)      | Drago Grubelnik        |
| 6       | Altenmarkt im Pongau           | 19 décembre 1998 | Descente | Yasuyuki Takishita (it) | Kurt Sulzenbacher         | Christian Greber       |
| 7       | Altenmarkt im Pongau           | 20 décembre 1998 | Descente | Yasuyuki Takishita (it) | Christian Greber          | Michael Walchhofer     |
| 8       | Altenmarkt im Pongau           | 21 décembre 1998 | Super G  | Ivan Bormolini (it)     | Roland Assinger           | Cédric Morand (it)     |
| 9       | Altenmarkt im Pongau           | 22 décembre 1998 | Super G  | Patrick Wirth           | Christian Greber          | Chad Fleischer (en)    |
| 10      | Kranjska Gora                  | 7 janvier 1999   | Géant    | Sami Uotila             | Gerhard Königsrainer (it) | Ivan Bormolini (it)    |
| 11      | Kranjska Gora                  | 8 janvier 1999   | Slalom   | Michael Walchhofer      | Urs Imboden               | Gaku Hirasawa (it)     |
| 12      | Hinterstoder                   | 10 janvier 1999  | Slalom   | Mika Marila             | Kilian Albrecht           | Michael Walchhofer     |
| 13      | Hinterstoder                   | 11 janvier 1999  | Géant    | ' Christoph Gruber      | Ivan Bormolini (it)       | Bjarne Solbakken       |
| 14      | Adelboden                      | 14 janvier 1999  | Géant    | Ivan Bormolini (it)     | Dane Spencer              | Christoph Gruber       |
| 15      | Adelboden                      | 15 janvier 1999  | Slalom   | Drago Grubelnik         | Gaku Hirasawa (it)        | Mario Reiter           |
| 16      | Falcade                        | 20 janvier 1999  | Descente | Kevin Wert              | Norbert Holzknecht        | Patrick Wirth          |
| 17      | Falcade                        | 21 janvier 1999  | Descente | Roland Fischnaller      | Klaus Kröll               | Maurizio Feller (it)   |
| 18      | Falcade                        | 22 janvier 1999  | Super G  | Patrick Wirth           | Christoph Gruber          | Bjarne Solbakken       |
| 19      | Zwiesel                        | 6 février 1999   | Slalom   | Romuald Licinio (it)    | Gerhard Königsrainer (it) | Florian Seer           |
| 20      | Tarvisio                       | 11 février 1999  | Slalom   | Ronald Stampfer (de)    | Johan Brolenius           | Heinz Schilchegger     |
| 21      | Sella Nevea                    | 12 février 1999  | Géant    | Frédéric Covili         | Christoph Gruber          | Heinz Schilchegger     |
| 22      | Sella Nevea                    | 13 février 1999  | Slalom   | Sergio Bergamelli       | Richard Gravier           | Jérôme Baptendier (it) |
| 23      | Ravascletto                    | 15 février 1999  | Géant    | Arnold Rieder           | Nicolas Zoll (it)         | Bjarne Solbakken       |
| 24      | Ravascletto                    | 16 février 1999  | Slalom   | Åne Sæter (it)          | Pierre Violon (it)        | Sergio Bergamelli      |
| Finales |                                |                  |          |                         |                           |                        |
| 25      | Kiruna                         | 28 février 1999  | Slalom   | Michael Walchhofer      | Éric Rolland              | Florian Seer           |
| 26      | Kiruna                         | 1er mars 1999    | Slalom   | Kurt Engl               | Éric Rolland              | Markus Larsson         |
| 27      | Gällivare                      | 3 mars 1999      | Géant    | Walter Girardi (it)     | Raphaël Burtin            | Rainer Schönfelder     |
| 28      | Gällivare                      | 4 mars 1999      | Géant    | Sami Uotila             | Christoph Gruber          | Walter Girardi (it)    |

### Dames
| N°      | Lieu                 | Date             | Épreuve  | Vainqueur                       | Deuxième                        | Troisième                |
| ------- | -------------------- | ---------------- | -------- | ------------------------------- | ------------------------------- | ------------------------ |
| 1       | Špindlerův Mlýn      | 5 décembre 1998  | Slalom   | Kazuko Ikeda (it)               | Janette Hargin                  | Eveline Rohregger (de)   |
| 2       | Špindlerův Mlýn      | 6 décembre 1998  | Slalom   | Tiziana De Martin Tropanin (it) | Nicole Gius                     | Eveline Rohregger (de)   |
| 3       | Sankt Sebastian      | 10 décembre 1998 | Géant    | Eveline Rohregger (de)          | Tiziana De Martin Tropanin (it) | Silke Bachmann           |
| 4       | Sankt Sebastian      | 11 décembre 1998 | Slalom   | Ingrid Salvenmoser              | Lara Magoni                     | Petra Olamo (it)         |
| 5       | Bardonnèche          | 14 décembre 1998 | Géant    | Eveline Rohregger (de)          | Silvia Berger                   | Karen Putzer             |
| 6       | Bardonnèche          | 15 décembre 1998 | Géant    | Silvia Berger                   | Nicole Gius                     | Allison Forsyth          |
| 7       | Megève               | 16 décembre 1998 | Super G  | Karen Putzer                    | Christiane Mitterwallner        | Tanja Schneider          |
| 8       | Megève               | 18 décembre 1998 | Descente | Michaela Kofler (de)            | Merete Fjeldavlie               | Silvia Berger            |
| 9       | Megève               | 5 janvier 1999   | Descente | Merete Fjeldavlie               | Silvia Berger                   | Kerstin Reisenhofer (de) |
| 10      | Megève               | 6 janvier 1999   | Descente | Karin Blaser                    | Merete Fjeldavlie               | Martina Lechner (de)     |
| 11      | Megève               | 7 janvier 1999   | Super G  | Karin Blaser                    | Eveline Rohregger (de)          | Pia Käyhkö (it)          |
| 12      | Megève               | 8 janvier 1999   | Super G  | Doris Götzenbrucker (it)        | Karin Blaser                    | Eveline Rohregger (de)   |
| 13      | Veysonnaz            | 13 janvier 1999  | Descente | Silvia Berger                   | Doris Götzenbrucker (it)        | Michaela Kofler (de)     |
| 14      | Veysonnaz            | 14 janvier 1999  | Descente | Silvia Berger                   | Jeanette Collenberg (it)        | Nadia Styger             |
| 15      | Veysonnaz            | 15 janvier 1999  | Super G  | Eveline Rohregger (de)          | Delphine Rayne (it)             | Veronika Thanner (it)    |
| 16      | Lachtal              | 18 janvier 1999  | Géant    | Tanja Poutiainen                | Silvia Berger                   | Anna Ottosson            |
| 17      | Lachtal              | 18 janvier 1999  | Slalom   | Sabine Egger                    | Monika Bergmann                 | Riitta Pitkänen (fi)     |
| 18      | Rogla                | 21 janvier 1999  | Géant    | Špela Pretnar                   | Silvia Berger                   | Tanja Poutiainen         |
| 19      | Rogla                | 22 janvier 1999  | Slalom   | Ingrid Salvenmoser              | Sabine Egger                    | Petra Olamo (it)         |
| 20      | Altenmarkt im Pongau | 26 janvier 1999  | Descente | Kerstin Reisenhofer (de)        | Silvia Berger                   | Sibylle Murer (it)       |
| 21      | Altenmarkt im Pongau | 27 janvier 1999  | Descente | Silvia Berger                   | Veronika Thanner (it)           | Marlies Schild           |
| 22      | Altenmarkt im Pongau | 28 janvier 1999  | Descente | Nadia Styger                    | Carolina Waidhofer-Dummer (it)  | Marlies Schild           |
| 23      | Abetone              | 8 février 1999   | Descente | Stéphanie Clément-Guy (it)      | Vanessa Vidal                   | Karin Truppe (it)        |
| 24      | Abetone              | 9 février 1999   | Descente | Stéphanie Clément-Guy (it)      | Karin Truppe (it)               | Noriyo Hiroi (it)        |
| 25      | Saint-Moritz         | 12 février 1999  | Géant    | Maddalena Planatscher           | Tiziana De Martin Tropanin (it) | Tanja Schneider          |
| 26      | Saint-Moritz         | 13 février 1999  | Super G  | Tanja Schneider                 | Alessandra Merlin               | Karen Putzer             |
| Finales |                      |                  |          |                                 |                                 |                          |
| 27      | Kiruna               | 28 février 1999  | Salom    | Tanja Schneider                 | Christel Pascal                 | Vanessa Vidal            |
| 28      | Kiruna               | 1er mars 1999    | Salom    | Vicky Grau (it)                 | Bente Giljarhus (it)            | Vanessa Vidal            |
| 29      | Gällivare            | 3 mars 1999      | Géant    | Silke Bachmann                  | Tanja Poutiainen                | Allison Forsyth          |
| 30      | Gällivare            | 4 mars 1999      | Géant    | Maddalena Planatscher           | Silvia Berger                   | Anna Ottosson            |

### Résultats des courses
1. ↑  (en) « European Cup Valloire (FRA) : Men's giant slalom, December 07, 1998 », sur fis-ski.com (consulté le 7 janvier 2022).
2. ↑  (en) « European Cup Valloire (FRA) : Men's giant slalom, December 08, 1998 », sur fis-ski.com (consulté le 7 janvier 2022).
3. ↑  (en) « European Cup Welschnofen-Karerpass (ITA) : Men's slalom, December 14, 1998 », sur fis-ski.com (consulté le 7 janvier 2022).
4. ↑  (en) « European Cup Obereggen (ITA) : Men's super G, December 15, 1998 », sur fis-ski.com (consulté le 7 janvier 2022).
5. ↑  (en) « European Cup Obereggen (ITA) : Men's slalom, December 16, 1998 », sur fis-ski.com (consulté le 7 janvier 2022).
6. ↑  (en) « European Cup Altenmarkt-Zauchensee (AUT) : Men's downhill, December 19, 1998 », sur fis-ski.com (consulté le 9 janvier 2022).
7. ↑  (en) « European Cup Altenmarkt-Zauchensee (AUT) : Men's downhill, December 20, 1998 », sur fis-ski.com (consulté le 9 janvier 2022).
8. ↑  (en) « European Cup Altenmarkt-Zauchensee (AUT) : Men's super G, December 21, 1998 », sur fis-ski.com (consulté le 9 janvier 2022).
9. ↑  (en) « European Cup Altenmarkt-Zauchensee (AUT) : Men's super G, December 22, 1998 », sur fis-ski.com (consulté le 9 janvier 2022).
10. ↑  (en) « European Cup Kranjska Gora (SLO) : Men's giant slalom, January 07, 1999 », sur fis-ski.com (consulté le 10 janvier 2022).
11. ↑  (en) « European Cup Kranjska Gora (SLO) : Men's slalom, January 08, 1999 », sur fis-ski.com (consulté le 10 janvier 2022).
12. ↑  (en) « European Cup Hinterstoder (AUT) : Men's slalom, January 10, 1999 », sur fis-ski.com (consulté le 10 janvier 2022).
13. ↑  (en) « European Cup Hinterstoder (AUT) : Men's giant slalom, January 11, 1999 », sur fis-ski.com (consulté le 10 janvier 2022).
14. ↑  (en) « European Cup Adelboden (SUI) : Men's giant slalom, January 14, 1999 », sur fis-ski.com (consulté le 10 janvier 2022).
15. ↑  (en) « European Cup Adelboden (SUI) : Men's slalom, January 08, 1999 », sur fis-ski.com (consulté le 15 janvier 2022).
16. ↑  (en) « European Cup Falcade (ITA) : Men's downhill, January 20, 1999 », sur fis-ski.com (consulté le 10 janvier 2022).
17. ↑  (en) « European Cup Falcade (ITA) : Men's downhill, January 21, 1999 », sur fis-ski.com (consulté le 10 janvier 2022).
18. ↑  (en) « European Cup Falcade (ITA) : Men's super G, January 22, 1999 », sur fis-ski.com (consulté le 10 janvier 2022).
19. ↑  (en) « European Cup Zwiesel (GER) : Men's slalom, February 06, 1999 », sur fis-ski.com (consulté le 10 janvier 2022).
20. ↑  (en) « European Cup Tarvisio (ITA) : Men's slalom, February 11, 1999 », sur fis-ski.com (consulté le 10 janvier 2022).
21. ↑  (en) « European Cup Sella Nevea (ITA) : Men's giant slalom, February 12, 1999 », sur fis-ski.com (consulté le 10 janvier 2022).
22. ↑  (en) « European Cup Sella Nevea (ITA) : Men's slalom, February 13, 1999 », sur fis-ski.com (consulté le 10 janvier 2022).
23. ↑  (en) « European Cup Ravascletto (ITA) : Men's giant slalom, February 15, 1999 », sur fis-ski.com (consulté le 10 janvier 2022).
24. ↑  (en) « European Cup Ravascletto (ITA) : Men's slalom, February 16, 1999 », sur fis-ski.com (consulté le 10 janvier 2022).
25. ↑  (en) « European Cup Kiruna (SWE) : Men's slalom, February 28, 1999 », sur fis-ski.com (consulté le 10 janvier 2022).
26. ↑  (en) « European Cup Kiruna (SWE) : Men's slalom, March 01, 1999 », sur fis-ski.com (consulté le 10 janvier 2022).
27. ↑  (en) « European Cup Gaellivare (SWE) : Men's giant slalom, March 03, 1999 », sur fis-ski.com (consulté le 10 janvier 2022).
28. ↑  (en) « European Cup Gaellivare (SWE) : Men's giant slalom, March 04, 1999 », sur fis-ski.com (consulté le 10 janvier 2022).
29. ↑  (en) « European Cup Spindleruv Mlyn (CZE) : Women's slalom, December 05, 1998 », sur fis-ski.com (consulté le 10 janvier 2022).
30. ↑  (en) « European Cup Spindleruv Mlyn (CZE) : Women's slalom, December 06, 1998 », sur fis-ski.com (consulté le 10 janvier 2022).
31. ↑  (en) « European Cup St. Sebastian (AUT) : Women's giant slalom, December 10, 1998 », sur fis-ski.com (consulté le 10 janvier 2022).
32. ↑  (en) « European Cup St. Sebastian (AUT) : Women's slalom, December 11, 1998 », sur fis-ski.com (consulté le 10 janvier 2022).
33. ↑  (en) « European Cup Bardonecchia (ITA) : Women's giant slalom, December 14, 1998 », sur fis-ski.com (consulté le 10 janvier 2022).
34. ↑  (en) « European Cup Bardonecchia (ITA) : Women's giant slalom, December 15, 1998 », sur fis-ski.com (consulté le 10 janvier 2022).
35. ↑  (en) « European Cup Megeve (FRA) : Women's super G, December 16, 1998 », sur fis-ski.com (consulté le 10 janvier 2022).
36. ↑  (en) « European Cup Megeve (FRA) : Women's downhill, December 18, 1998 », sur fis-ski.com (consulté le 10 janvier 2022).
37. ↑  (en) « European Cup Megeve (FRA) : Women's downhill, January 05, 1999 », sur fis-ski.com (consulté le 10 janvier 2022).
38. ↑  (en) « European Cup Megeve (FRA) : Women's downhill, January 06, 1999 », sur fis-ski.com (consulté le 10 janvier 2022).
39. ↑  (en) « European Cup Megeve (FRA) : Women's super G, January 07, 1999 », sur fis-ski.com (consulté le 10 janvier 2022).
40. ↑  (en) « European Cup Megeve (FRA) : Women's super G, January 08, 1999 », sur fis-ski.com (consulté le 10 janvier 2022).
41. ↑  (en) « European Cup Veysonnaz (SUI) : Women's downhill, January 13, 1999 », sur fis-ski.com (consulté le 10 janvier 2022).
42. ↑  (en) « European Cup Veysonnaz (SUI) : Women's downhill, January 14, 1999 », sur fis-ski.com (consulté le 10 janvier 2022).
43. ↑  (en) « European Cup Veysonnaz (SUI) : Women's super G, January 15, 1999 », sur fis-ski.com (consulté le 10 janvier 2022).
44. ↑  (en) « European Cup Lachtal (AUT) : Women's giant slalom, January 18, 1999 », sur fis-ski.com (consulté le 10 janvier 2022).
45. ↑  (en) « European Cup Lachtal (AUT) : Women's slalom, January 18, 1999 », sur fis-ski.com (consulté le 10 janvier 2022).
46. ↑  (en) « European Cup Rogla (SLO) : Women's giant slalom, January 21, 1999 », sur fis-ski.com (consulté le 10 janvier 2022).
47. ↑  (en) « European Cup Rogla (SLO) : Women's slalom, January 22, 1999 », sur fis-ski.com (consulté le 10 janvier 2022).
48. ↑  (en) « European Cup Altenmarkt-Zauchensee (AUT) : Women's downhill, January 26, 1999 », sur fis-ski.com (consulté le 10 janvier 2022).
49. ↑  (en) « European Cup Altenmarkt-Zauchensee (AUT) : Women's downhill, January 27, 1999 », sur fis-ski.com (consulté le 10 janvier 2022).
50. ↑  (en) « European Cup Altenmarkt-Zauchensee (AUT) : Women's downhill, January 28, 1999 », sur fis-ski.com (consulté le 10 janvier 2022).
51. ↑  (en) « European Cup Abetone (ITA) : Women's downhill, February 08, 1999 », sur fis-ski.com (consulté le 10 janvier 2022).
52. ↑  (en) « European Cup Abetone (ITA) : Women's downhill, February 09, 1999 », sur fis-ski.com (consulté le 10 janvier 2022).
53. ↑  (en) « European Cup St. Moritz (SUI) : Women's giant slalom, February 12, 1999 », sur fis-ski.com (consulté le 10 janvier 2022).
54. ↑  (en) « European Cup Abetone (ITA) : Women's super G, February 13, 1999 », sur fis-ski.com (consulté le 10 janvier 2022).
55. ↑  (en) « European Cup Kiruna (SWE) : Women's slalom, February 28, 1999 », sur fis-ski.com (consulté le 10 janvier 2022).
56. ↑  (en) « European Cup Kiruna (SWE) : Women's slalom, March 01, 1999 », sur fis-ski.com (consulté le 10 janvier 2022).
57. ↑  (en) « European Cup Gaellivare  (SWE) : Women'sgiant  slalom, March 03, 1999 », sur fis-ski.com (consulté le 10 janvier 2022).
58. ↑  (en) « European Cup Gaellivare  (SWE) : Women'sgiant  slalom, March 04, 1999 », sur fis-ski.com (consulté le 10 janvier 2022).